# أستن
أستن Asten  بلدية بمقاطعة شمال برابنت بهولندا.

## طوبوغرافيا
خريطة طوبوغرافية هولندية لبلدية أستن، يوليو 2015، (تقرأ بعد ثلاث نقرات على الخريطة).